# The Karate Kid Part III
The Karate Kid Part III is een Amerikaanse martialartsfilm uit 1989, geregisseerd door John G. Avildsen. De film is het tweede vervolg op The Karate Kid. De hoofdrollen worden ook in deze film vertolkt door Ralph Macchio en Pat Morita. Overige rollen worden vertolkt door Thomas Ian Griffith, Robyn Lively, en Martin Kove.

## Verhaal
De film speelt bijna een jaar na de originele film. John Kreese, de sensei van de Cobra Kai dojo, heeft sinds de nederlaag van zijn team op het toernooi al zijn steun verloren. Hij bezoekt Terry Silver, een kameraad van hem uit de Vietnamoorlog, eveneens karate-expert, en multimiljonair die rijk is geworden met het illegaal lozen van giftig afval. Ze besluiten samen te spannen tegen Daniel en Mr. Miyagi. Silver haalt op zijn beurt Mike Barnes, eveneens een karate-expert, erbij om Daniel op het komende toernooi te verslaan.
Daniel en Miyagi beginnen ondertussen samen een winkeltje in bonsaiboompjes. Daniel ontmoet tevens een nieuw meisje genaamd Jessica Andrews, en wordt meteen goede vrienden met haar. Daniel heeft geen intentie om met het karatetoernooi van dit jaar mee te doen daar zijn titel verdedigen te veel overkomt als karate gebruiken voor persoonlijk gewin, iets wat tegen de leer van Miyagi in gaat. Wanneer Silver dit hoort, wil hij Daniel middels intimidatie dwingen toch deel te nemen. Zo vallen hij en zijn handlangers onder andere Daniel en Jessica een paar keer aan, en roven de bonsaiwinkel leeg. Uiteindelijk kunnen ze Daniel dwingen toch mee te doen.
Miyagi is het hier niet mee eens en weigert Daniel extra trainingen te geven voor dit toernooi. Silver gooit nog wat extra olie op het vuur door Daniel wijs te maken dat hij aan zijn kant staat, en hem zo tegen Miyagi op te zetten. Tevens biedt hij Daniel aan om hem verder te trainen. Door Silvers training wordt Daniel steeds agressiever. Hij beseft tijdig dat Silver hem slechts gebruikt en trekt zich terug als zijn leerling. Silver onthult hierop zijn ware plan aan Daniel en valt hem samen met Kreese en Mike aan. Miyagi komt Daniel te hulp. Nadien besluit Miyagi om Daniel toch te trainen.
In het toernooi halen Mike en Daniel beiden de finale. Mike probeert op Silvers aandringen Daniel extra te laten lijden door steeds eerst een punt te scoren en dit punt dan weer te verliezen door een illegale techniek te gebruiken, zodat de wedstrijd extra lang duurt. Uiteindelijk wordt het sudden death. In de laatste ronde gebruikt Daniel de kata die Miyagi hem heeft geleerd om Mike te verslaan.

## Rolverdeling
| Acteur                   | Personage         |
| ------------------------ | ----------------- |
| Ralph Macchio            | Daniel LaRusso    |
| Pat Morita               | Mr. Kesuke Miyagi |
| Robyn Lively             | Jessica Andrews   |
| Thomas Ian Griffith      | Terry Silver      |
| Martin Kove              | John Kreese       |
| Sean Kanan               | Mike Barnes       |
| Jonathan Avildsen        | Snake             |
| Randee Heller            | Lucille LaRusso   |
| William Christopher Ford | Dennis            |
| Pat E. Johnson           | Scheidsrechter    |
| Rick Hurst               | Aankondiger       |

## Achtergrond
The Karate Kid Part III deed het beduidend minder goed dan de vorige twee films. In de bioscopen bracht de film 39 miljoen Amerikaanse dollar op. Critici omschreven de film als het jumping the shark-moment van de franchise.

## Prijzen en nominaties
In 1989 werd The Karate Kid Part III genomineerd voor vijf Golden Raspberry Awards, maar won er geen:
- Beste acteur (Ralph Macchio)
- Beste regisseur (John G. Avildsen)
- Beste film
- Beste scenario (Robert Mark Kamen)
- Beste mannelijke bijrol (Pat Morita)